# Claudia Sparpaglione
Claudia Silvia Sparpaglione (Seregno, 15 aprile 1986) è un'ex ginnasta italiana, membro della Nazionale di artistica femminile.

## Carriera
Tesserata presso la Pro Patria Milano, la Sparpaglione negli anni conquista una serie di vittorie che le aggiudicano l'accesso alla Nazionale juniores.
Nel 1997 partecipa al Campionato italiano di Serie A2 a squadre con la Pro Patria Milano, che vince il titolo. L'anno successivo, nel 1998, la squadra si classifica al 3º posto della Serie A1.
Nel 1999 partecipa ai Campionati Italiani di categoria Allieve di 2º livello (Under-13) a Viterbo aggiudicandosi il 1º posto con un punteggio di 37,450. Nell'ottobre dello stesso anno, con la Nazionale juniores composta inoltre da Ilaria Colombo, Cristina Cavalli, Laura Trefiletti, Alice Bravin e Erika Soligo, vince il triangolare a Gorizia tra Italia, Repubblica Ceca e Slovenia col punteggio di squadra di 142,349.
Nel 2000 la Sparpaglione viene convocata agli Europei juniores di Parigi, con Cristina Cavalli, Ilaria Colombo, Daria Sarkhosh ed Erika Soligo, ottenendo il 7º posto nella classifica a squadre. Sempre nel 2000 partecipa alla XII edizione del trofeo internazionale femminile Como Cup, arrivando inizialmente 3ª nel concorso individuale, successivamente passata al 4º posto dopo una revisione, mentre nella classifica a squadre la nazionale (con Cavalli e Colombo) si classifica al 5º posto.
Nel 2001 partecipa con la sua squadra insieme ad Adriana Crisci e Giulia Besana. Nella seconda tappa a Vercelli vince la medaglia d'argento.
Nel 2002 passa alla categoria senior, anche nella squadra nazionale, ma si ritira poco dopo.